# اليوم العالمي للملكية الفكرية
يُحتفل باليوم العالمي للملكية الفكرية سنويًا في 26 أبريل/نيسان. أطلقت المنظمة العالمية للملكية الفكرية (ويبو) هذا الحدث عام 2000 لـ "زيادة الوعي بكيفية تأثير براءات الاختراع وحقوق التأليف والنشر والعلامات التجارية والتصاميم على الحياة اليومية وللاحتفال بالإبداع، والمساهمة التي يقدّمها المبدعون والمبتكرون في تطوير وتنمية الاقتصادات والمجتمعات في جميع أنحاء العالم. اختير يوم 26 أبريل/نيسان ليكون اليوم العالمي للملكية الفكرية لأنه يتزامن مع تاريخ دخول اتفاقية إنشاء المنظمة العالمية للملكية الفكرية حيز التنفيذ عام 1970. ويعتبر اليوم العالمي للملكية الفكرية أكبر حملة توعية عامة بالملكية الفكرية تُنظمها ويبو.

## التاريخ

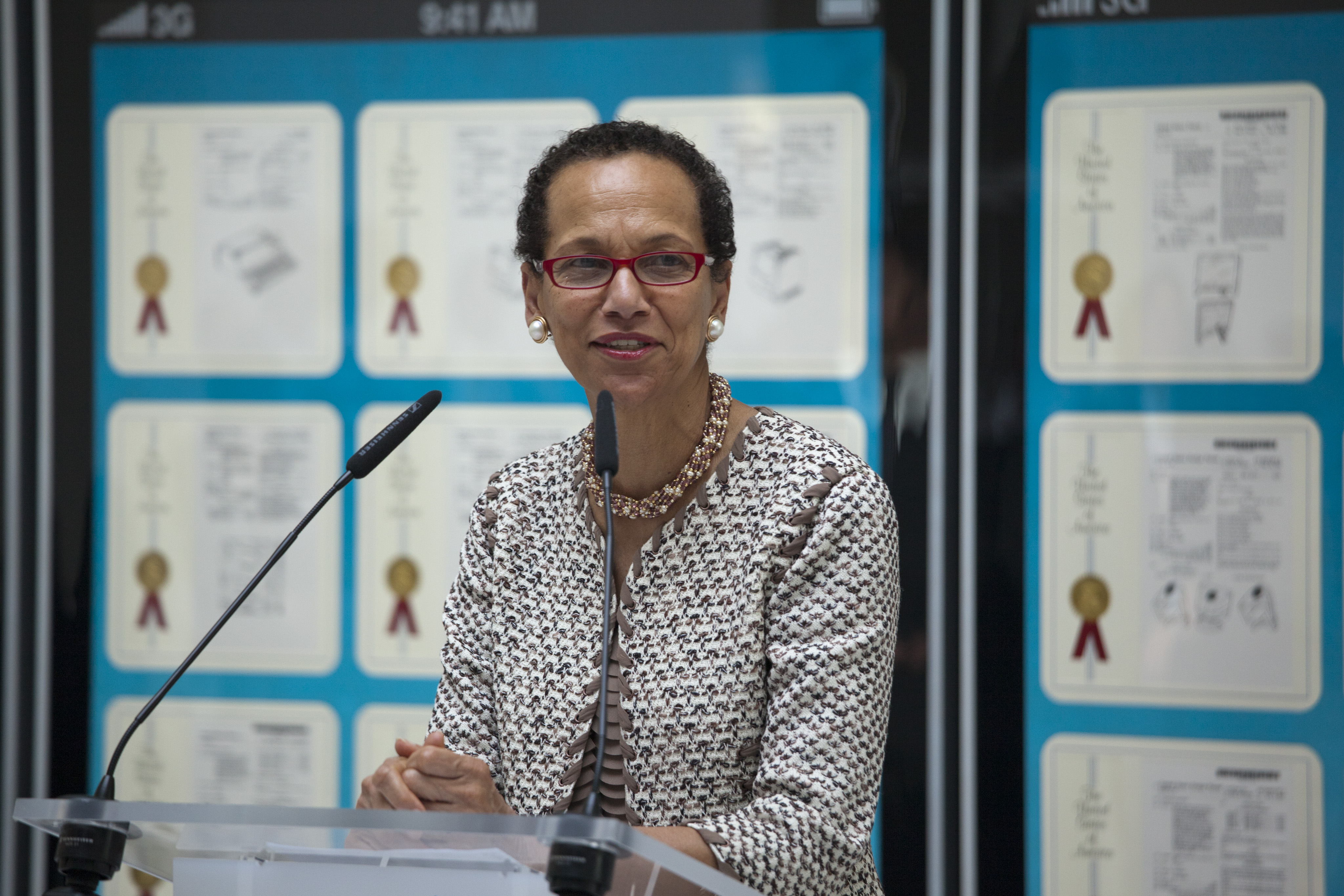
افتُتح للجمهور معرضٌ يٌبرز الملكية الفكرية التي كانت وراء ابتكارات ستيف جوبز في المنظمة العالمية للملكية الفكرية يوم 30 مارس/آذار 2012 واستمرّ إلى اليوم العالمي للملكية الفكرية الموافق 26 أبريل/نيسان 2012. ويرتبط المعرض بموضوع اليوم العالمي للملكية الفكرية لعام 2012 - "المبتكرون أصحاب الرؤى".

في تصريح أدلى به المدير العام للمعهد الوطني الجزائري للملكية الصناعية (INAPI) في الدورة الثالثة والثلاثين لجمعيات الدول الأعضاء في المنظمة العالمية للملكية الفكرية التي عُقدت في سبتمبر/أيلول 1988، اقترح "أن يتم إنشاء يوم دولي للملكية الفكرية". وفي رسالة لاحقة وجّهها إلى المدير العام للمنظمة بتاريخ 7 أبريل/نيسان 1999، أشار السيد عمر بوحنيك، المدير العام للمعهد الوطني الجزائري للملكية الصناعية، إلى أن الهدف من إنشاء مثل هذا اليوم "هو وضع إطار للتحركات والتوعية على نحوٍ أوسع، وإتاحة المجال للوصول إلى الجانب الترويجي للابتكار، والاعتراف بإنجازات مروجي الملكية الفكرية في جميع أنحاء العالم".
في 9 أغسطس/آب 1999، اقترح جيانغ يينغ، المفوض السابق للمكتب الوطني للملكية الفكرية لجمهورية الصين الشعبية "أن تعتمد المنظمة العالمية للملكية الفكرية الاحتفال بالذكرى الثلاثين لتأسيسها الموافق لـ 26 أبريل/نيسان يوماً عالمياً يحتفى به سنوياً. وأشار المفوض إلى أن الهدف من ذلك هو "زيادة تعزيز الوعي بحماية الملكية الفكرية، وتوسيع نطاق تأثير حماية الملكية الفكرية في جميع أنحاء العالم، وحثّ الدول على نشر وتعميم قوانين ولوائح حماية الملكية الفكرية، وتعزيز الوعي القانوني العام للجمهور بالحقوق الملكية الفكرية، وتشجيع الأنشطة الاختراعية والابتكارية في مختلف الدول وتعزيز التبادل الدولي في مجال الملكية الفكرية.
في أكتوبر/تشرين أول 1999، وفي دورتها السادسة والعشرين، وافقت الجمعية العامة للمنظمة العالمية للملكية الفكرية على فكرة تحديد وإعلان يوم معين ليكون يوماً عالمياً للملكية الفكرية.
زادت مشاركة الدول الأعضاء في المنظمة في اليوم العالمي للملكية الفكرية منذ انطلاقته عام 2000. ففي عامه الأول، أبلغت 59 دولة من الدول الأعضاء عن إقامة فعاليات رسمية لليوم العالمي للملكية الفكرية. وبعد خمس سنوات، عام 2005، أبلغت 110 دولة عن إقامة فعاليات رسمية لليوم العالمي للملكية الفكرية، وفي عام 2022، جذبت الحملة مستخدمين من 189 دولة من الأعضاء.

## فعاليات اليوم العالمي للملكية الفكرية حول العالم
في كل عام تُنظّم مئات الفعاليات في جميع أنحاء العالم من قبل مكاتب الملكية الفكرية وشركات القانون والشركات الخاصة والطلاب وغيرهم للاحتفال بالمخترعين والمبدعين ولتعزيز فهم نظام الملكية الفكرية والحقوق المرتبطة بها (مثل حقوق التأليف والنشر والعلامات التجارية، وبراءات الاختراع وحقوق التصميم والأسرار التجارية وحقوق الأصناف النباتية).

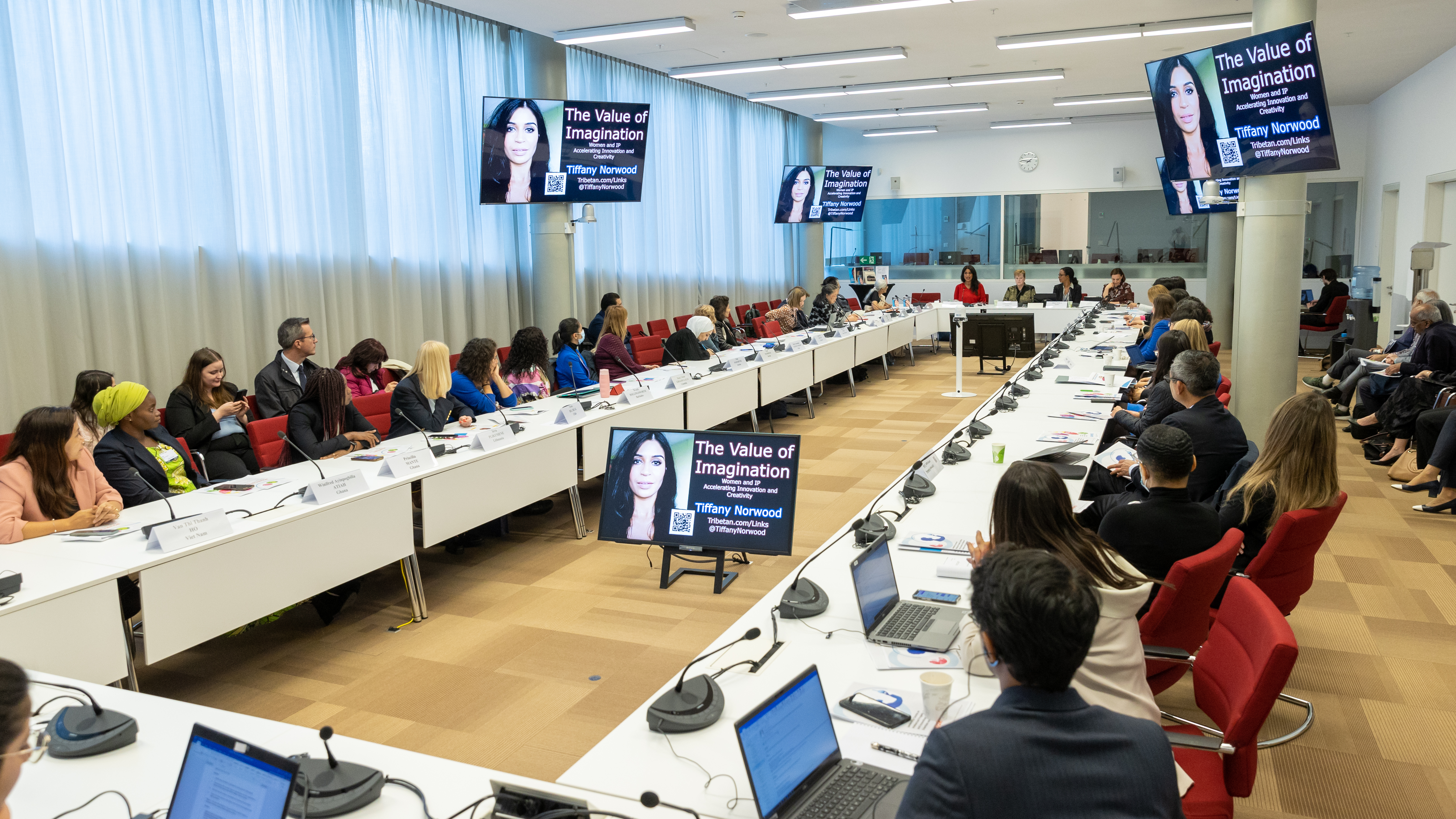
المرأة في العلوم – فعالية مائدة مستديرة لتشكيل المستقبل في ويبو للاحتفال باليوم العالمي للملكية الفكرية 2023.

في حين يتم الاحتفال بيوم الملكية الفكرية العالمي في 26 أبريل/نيسان من كل عام، إلا أن العديد من البلدان تقيم احتفالاتها باليوم العالمي للملكية الفكرية في تاريخ آخر. فمثلاً، تنظم بعض الدول مثل بيرو وسنغافورة أسبوعاً للاحتفال باليوم العالمي للملكية الفكرية، بينما تنظم بلدان أخرى مثل الجزائر فعاليات على مدار شهر كامل. على الرغم من أن المنظمة العالمية للملكية الفكرية تُحدّد موضوعًا (شعاراً) وتنتج مجموعة من المواد الترويجية حول هذا الموضوع كل عام، فإنه يمكن لكل دولة أن تطوّر حملة وطنية خاصة بها بما يتماشى مع احتياجاتها المحلية.
للاحتفال باليوم العالمي للملكية الفكرية عام 2023، جمعت المنظمة العالمية للملكية الفكرية بالتعاون مع اليونسكو ومكتب الملكية الفكرية الكوري (KIPO) خبيرات في مجال العلوم، بما في ذلك الحائزات على جوائز من برنامج "لوريال - اليونسكو للمرأة في العلوم" لمناقشة الاستراتيجيات التي يمكن للنساء اعتمادها واستخدامها لخلق قيمة من أبحاثهن، والطرق العملية لتشجيع النساء والفتيات الصغيرات على دخول مجالات العلوم والتكنولوجيا والهندسة والرياضيات (STEM)، وكيف ساعدتهن الملكية الفكرية في تنفيذ أبحاثهن لتحقيق منافع في الحياة الواقعية.

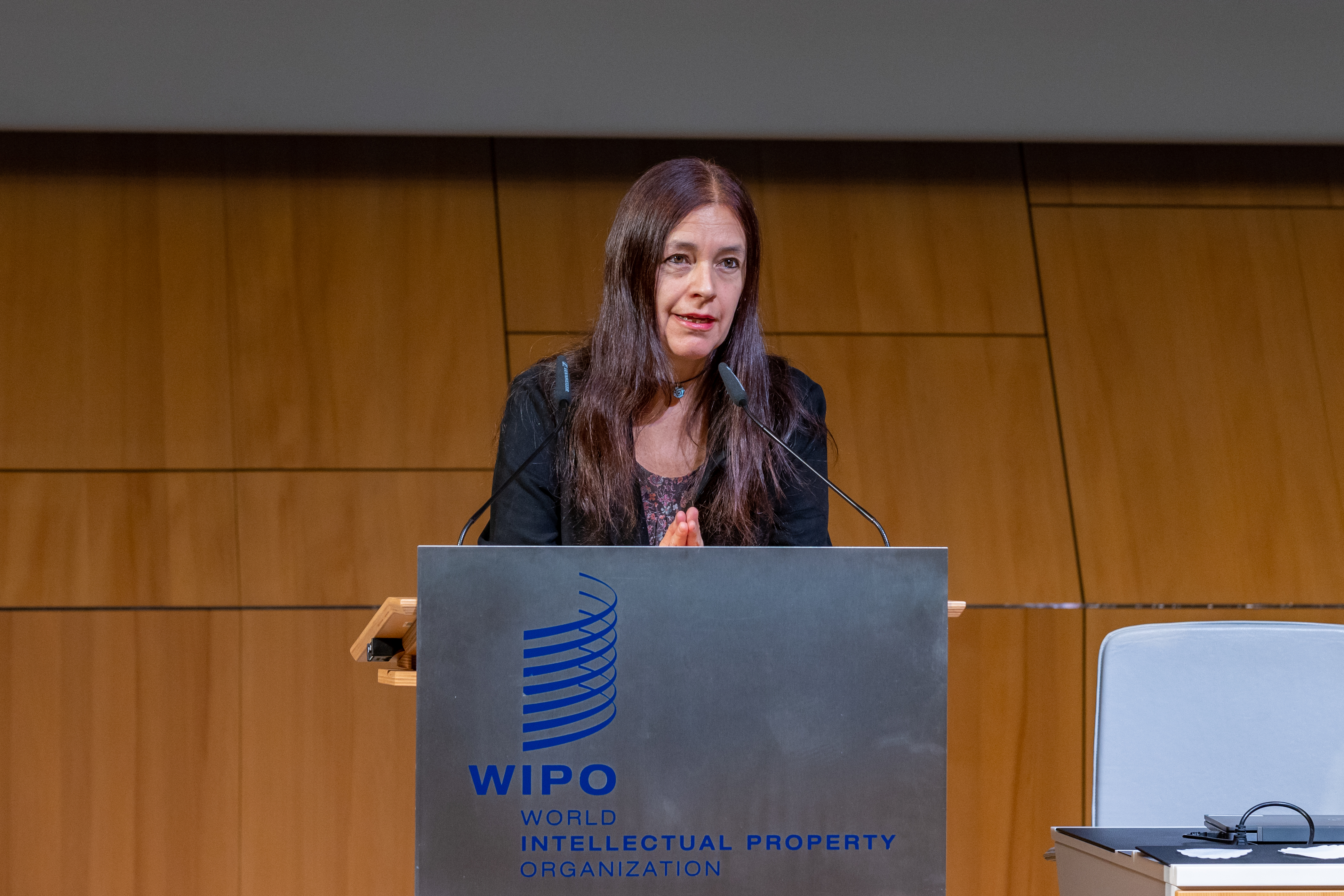
روزانا دياز كوستا، مخرجة " A World for Julius"، تتحدث في فعالية "صناعة الأفلام: منظور المرأة" في المنظمة العالمية للملكية الفكرية للاحتفال باليوم العالمي للملكية الفكرية 2023.

استضافت المنظمة أيضًا فعالية "صناعة الأفلام: وجهة نظر المرأة" بالتعاون بعثة بيرو الدائمة لدى المنظمات الدولية في جنيف. شملت الفعالية عرضًا للفيلم الفائز بعدة جوائز "Un Mundo para Julius /عالم لخوليوس" ومناقشة مع المخرجة روزانا دياز كوستا، التي شاركت رؤيتها حول صناعة السينما من وجهة نظر المرأة.

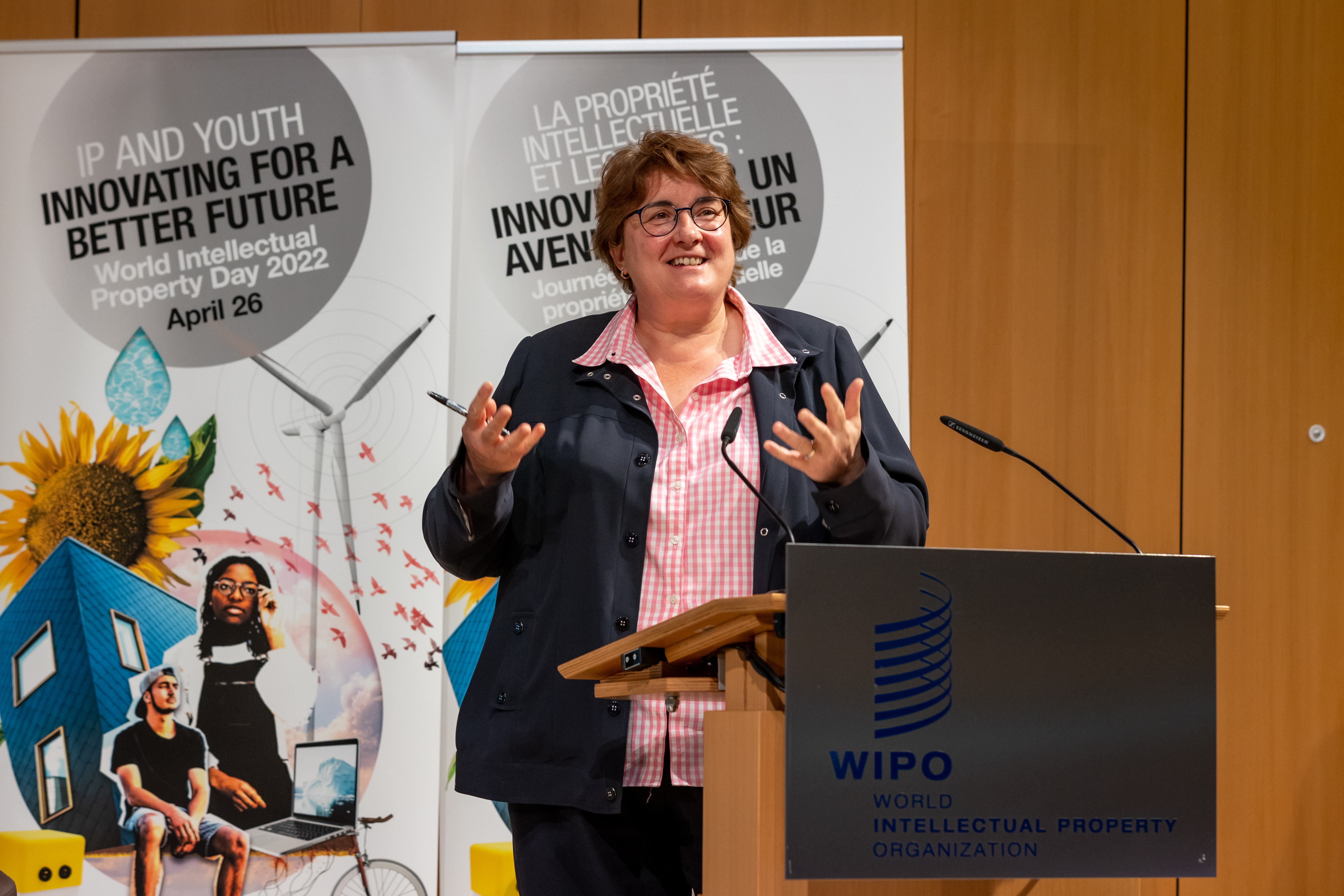
كاثرين جويل، كبيرة موظفي المعلومات، شعبة المعلومات والتواصل الرقمي في المنظمة العالمية للملكية الفكرية، تعلن عن الفائزين في مسابقة الفيديو للشباب في اليوم العالمي للملكية الفكرية لعام 2022.

بمناسبة اليوم العالمي للملكية الفكرية لعام 2022، سُجّل ما يقرب من 600 فعالية لليوم العالمي للملكية الفكرية في جميع أنحاء العالم  عن قضايا الساعة المتعلقة بموضوع الحملة "الملكية الفكرية والشباب: الابتكار من أجل مستقبل أفضل. كما يعتبر اليوم العالمي للملكية الفكرية فرصة لكبار صانعي السياسات للتعبير عن دعمهم لهذا اليوم وتسليط الضوء على أهمية الملكية الفكرية في التنمية الاقتصادية الإقليمية والوطنية. كما تضمّن اليوم العالمي للملكية الفكرية لعام 2022 نقاشًا حول "الابتكار من أجل صحة أفضل: دعم المبتكرين الشباب من خلال الملكية الفكرية"، والذي نُظّم بالتعاون مع الاتحاد الدولي للمصنعين والجمعيات الصيدلانية IFPMA بدعمٍ من منتدى جنيف للصحة و "سبيك أب أفريكا"، وقد جمع النقاش بين المبتكرين/رواد الأعمال الشباب والموجهين من مختلف البلدان والخبراء الدوليين. وتضمّن اليوم العالمي للملكية الفكرية لعام 2022 أيضًا إطلاق أول مسابقة فيديو للشباب بالمناسبة. وفي تقرير المدير العام للمنظمة العالمية للملكية الفكرية دارين تانغ لجمعيات المنظمة في يوليو/تموز 2022، قال: "يسعدني أيضًا أن أبلغكم عن مشاركة عالمية قياسية في يوم الملكية الفكرية لهذا العام. وتمحور موضوعه حول 'الملكية الفكرية والشباب: الابتكار من أجل مستقبل أفضل'، وقد سجلنا أكثر من 15 مليون انطباع عبر منصاتنا الرقمية، وسُجّل ما يقارب من 600 فعالية لليوم العالمي للملكية الفكرية في 189 دولة من الدول الأعضاء في المنظمة، وهي أكبر مشاركة لدينا على الإطلاق."

## الأفكار الرئيسية
في كل عام، تطلق المنظمة الحملة حول موضوع الساعة، وقد كانت المواضيع الأساسية لاحتفاليات اليوم العالمي للملكية الفكرية كما يلي:
- 2025 - الملكية الفكرية والموسيقى: استشعار إيقاع الملكية الفكرية[20]
- 2024 – الملكية الفكرية وأهداف التنمية المستدامة: بناء مستقبلنا المشترك بالابتكار والإبداع[21]
- 2023 – المرأة والملكية الفكرية: تسريع الابتكار والإبداع[22]
- 2022 – الملكية الفكرية والشباب: الابتكار من أجل مستقبل أفضل.[23]
- 2021 – الملكية الفكرية والشركات الصغيرة والمتوسطة: نقل أفكارك إلى السوق[24] وهدف إلى رسم صورة عالمية للمؤسسات الداعمة للشركات الصغيرة والمتوسطة[25]
- 2020 – الابتكار من أجل مستقبل أخضر[26]
- 2019 – السعي نحو الذهب: الملكية الفكرية والرياضة[27]
- 2018 – تقوية التغيير: النساء في الابتكار والإبداع. [28]
- 2017 – الابتكار – تحسين الحياة.[29]
- 2016 – الإبداع الرقمي: إعادة تصوير الثقافة.[30]
- 2015 – إنهض، قف. من أجل الموسيقى.[31]
- 2014 – الأفلام – شغف عالمي[32]
- 2013 – الإبداع – الجيل القادم[33]
- 2012 – المبتكرون أصحاب الرؤية[34]
- 2011 – تصميم المستقبل[35]
- 2010 – الابتكار – ربط العالم.[36]
- 2009 – الابتكار الأخضر [37]
- 2008 – الاحتفال بالابتكار وتعزيز الاحترام للملكية الفكرية[38][39]
- 2007 – تشجيع الإبداع[38]
- 2006 – الأمر يبدأ بفكرة[38]
- 2005 – فكر، تخيل، ابتكر.[38]
- 2004 – تشجيع الإبداع[38]
- 2003 – اجعل الملكية الفكرية عملك[38]
- 2002 – تشجيع الإبداع[38]
- 2001 – خلق المستقبل اليوم[38]

## الانتقادات

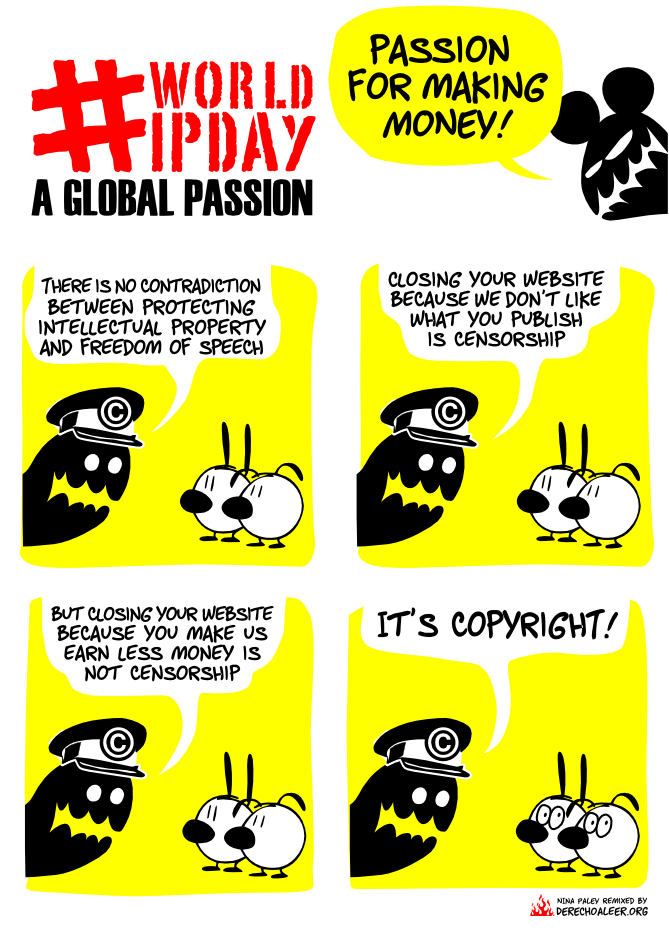
"رقابة الملكية الفكرية"، رسم كاريكاتوري يناقش مفاهيم الرقابة وحقوق النشر بمناسبة اليوم العالمي للملكية الفكرية

انتقد عدد من النشطاء والباحثين هذا الحدث باعتباره دعاية أحادية الجانب لصالح حقوق المؤلف التقليدية، متجاهلين البدائل المتعلقة بالحقوق المتروكة وحركة الثقافة الحرة.
كتب مايك ماسنيك من تيكديرت أن اليوم العالمي للملكية الفكرية يهدف إلى "الترويج لمزيد من الحمائية والنزعة التجارية لصالح أصحاب حقوق التأليف وأصحاب براءات الاختراع، مع تجاهل أي تأثير على الجمهور من هذه الأمور. إنه تشويه مثير للاشمئزاز إلى حد ما للهدف المزعوم للملكية الفكرية. وذكر زاك روجوف من منظمة Defective by Design إنه "حدث عالمي ولكنه بالتأكيد ليس حدثاً شعبياً" كما انتقد نشطاء من منظمات المجتمع المدني مثل منظمة "عدالة الملكية الفكرية" ومنظمة "المعلومات الإلكترونية للمكتبات" الذين يعتبرونه دعاية ذات جانب واحد نظرًا لأن المواد التسويقية المرتبطة بالحدث، التي وفرتها ويبو، "لا تمثل وجهات النظر والآراء والأحداث الأخرى". ولاحظ مايكل غيست، أستاذ القانون في جامعة أوتاوا، أن "اليوم العالمي للملكية الفكرية أصبح مجرد يوم للضغط". وكتبت كوشلا كابيتزك من جامعة كوينزلاند للتكنولوجيا أن معظم البيانات الترويجية لويبو والمتعلقة بالترويج لليوم العالمي للملكية الفكرية "إما مبالغ فيها أو لا أساس لها"؛ مشيرةً إلى أن أحد الادعاءات التي استخدمتها ويبو للترويج لهذا الحدث، على سبيل المثال وهو أن "حق المؤلف يساعد على إيصال الموسيقى إلى أذاننا والفن، والأفلام والأدب إلى أعيننا" هو "محاولة بالغة الضعف، والترابط اللغوي بين حق المؤلف والأشياء المعترف بقيمتها الاجتماعية والثقافية ('الفن'، 'الأفلام'، و 'الأدب') يعمل على إضفاء الشرعية على صياغته وتطبيقه على نطاق واسع".
وهناك عدد من الاحتفالات التي تدعمها القواعد الشعبية المعارضة لقوانين الملكية الفكرية السائدة التي يحتفل بها في اليوم العالمي للملكية الفكرية، ولا تحظى أي منها بدعم من ويبو:
- يوم حرية الثقافة
- يوم حرية الوثائق
- يوم حرية المعدات
- ليوم العالمي لمكافحة إدارة الحقوق الرقمية
- يوم الملكية العامة
- يوم حرية البرمجيات

## وصلات خارجية
- اليوم العالمي للملكية الفكرية في المنظمة العالمية للملكية الفكرية (WIPO)
  - "World IP Day Archives". WIPO. مؤرشف من الأصل في 2015-02-08. اطلع عليه بتاريخ 2017-04-30.
- أبطال وأشرار اليوم العالمي للملكية الفكرية في موقع Out-Law.com